# Piaget tanuláselmélete
Jean Piaget (1896-1980) svájci pszichológus fejlődés-lélektani elmélete (szokás némiképp félreérthető, de magától a szerzőtől eredő kifejezéssel "genetikus tanuláselmélet"nek vagy "genetikus ismeretelmélet"nek is nevezni) a kora huszadik századi pszichológia és annak alkalmazásai (például pedagógia, didaktika) egyik meghatározó (sokat kritizált, de tematizáló hatású) elmélete.

## Az elmélet története
A szerző kutatási programját és annak eredményét általában "genetikus ismeretelmélet"-nek nevezte. Ezen nem azt értette, hogy hisz az ismeretek gének általi meghatározottságában (éppenséggel az ilyesféle elvek tagadói közé tartozott), hanem a "genetic" szó egy másik, paronim jellegű értelmére ("fejlődés", "fejlődéstörténet") gondolt, tehát ez egy olyan elmélet, amely az ismereteknek az egyén fejlődésével párhuzamos kifejlődésével, kibővülésével foglalkozik.
Azaz annak tárgyalása, hogyan fejlődnek az ismereteink: ezek (ki)fejlődésének (genezisének) elmélete Robert L. Campbell (Department of Psychology, Brackett Hall 410A Clemson University) nevéhez köthető. Korlátozott mértékben ugyan, de a mai értelemben véve is tartalmaz az elmélet genetikus (génekre utaló) elemeket. Az adaptációs elmélet (például lentebb), noha semmiképp sem fogadja el, hogy ezek az egyénre nézve teljesen és mindent meghatározóak lennének.
Piaget elmélete egy több száz éves kérdésre adott egyik, elvilagi lehetséges válasz: "az ember tudása teljes mértékben a tapasztalatok és tanulás végeredménye" (szociáldeterminizmus), "vagy öröklött-e, a csecsemővel vele születik" (pszichogenetikus determinizmus)? Mindkét nézet régóta jelen volt az európai kultúrában. Az elsőt már az empirista filozófus, John Locke (1632–1704) is képviselte (tabula rasa-elmélet), a 18. században Helvétius francia filozófus a nevelés mindenhatóságáról írt.
A másik nézetet képviselte Jean-Jacques Rousseau (1712–1778), aki szerint az ember természete vele születik, és alapvetően jó, csak a társadalom rontja meg; de hasonló, csak épp pesszimista véleményt fogalmazott meg (az ember születésénél fogva rossz) a 19. században a filozófus Arthur Schopenhauer (1788–1860).
Charles Darwin és Gregor Mendel biológusok színre lépése jelentős szaktudományos támogatást adott a viselkedés öröklődése elméletének (alapot adva Cesare Lombroso (1836–1909) "született gonosztevők" elméletének és Francis Galton (1822–1911) eugenikájának, míg a 20. században ezzel erős ellenhatást képezett a behaviorizmus mozgalma. Piaget elmélete egyfajta középutas választ ad a kérdésre, nem illeszthető egyik fejlődéselméleti szélsőség keretébe sem.
Az elmélet épít Immanuel Kant ismeretelméletére, Charles Darwin fejlődéselméletére, a korabeli reformpedagógia és kognitív pszichológia tanaira, de felhasználja Piaget saját, klinikai kísérleti kutatásainak és gyermekei állandó megfigyelésének és kikérdezésének tapasztalatait is.
A diplomaszerzés utáni első munkájaként,(1919-től Párizsban) a szerző intelligenciatesztek értékelésével foglalkozott Théodore Simon számára, az első IQ-teszt-típus (Binet-Simon-féle IQ-teszt) kidolgozójának, Alfred Binet laboratóriumának vezetője volt.  Azonban jobban érdeklődött a gyermekek rossz válaszai, mint a tesztekből levonható statisztikai tanulságok iránt. (Miért csinálnak ilyen jellegzetes hibákat a gyerekek? Miért nem a felnőttek?) Elkezdte három saját gyermekét figyelni, játszani velük, egyszerű tudományos és etikai problémák elé állítva őket.

## Az elmélet összetevői

### Az adaptációs elmélet
Az elmélet szerint az egyén állandó kölcsönhatásban él környezetével, egyrészt alkalmazkodik hozzá, a szervezet belső állapotának megváltoztatásával ("akkomodáció", azaz "idomulás"), másrészt pedig igyekszik megváltoztatni magát a környezetet is ("asszimiláció", azaz "hasonítás"). A szervezet és a környezet közti "feszültségek", állapotkülönbségek mindkét esetben kiegyenlítődnek (a homeosztázis ideális, noha általában a külső-belső környezet változékonysága miatt el nem teljesen érhető állapota), állandóan egy egyensúlyi állapot felé tartva. Az asszimilációs-akkomodációs folyamatok összefoglaló neve "adaptáció" (alkalmazkodás).
Az elme működése is végső soron ezt szolgálja, és ugyanígy megfigyelhető működésében az asszimilációs és akkomodációs folyamatok antagonizmus|antagonisztikus egyensúlya: a környezethez való ilyetén alkalmazkodás az elme működésében is végbemegy. Például amikor eszünk, az étel a szervezet részévé válik, ez asszimiláció, míg ha éles fény tűz a szemünkbe, elfordítjuk a fejünket, ez akkomodáció. Ha elmagyarázzák nekünk a rablórömi kártyajáték szabályait, akkor ezt az ismeretanyagot kognitív szinten asszimiláljuk, míg ha felvilágosítanak minket valamely tévedésünkről, akkor a saját elménket a környezethez igazítjuk, azaz akkomodálódunk.
Az akkomodáció feltételezése Piagetnél eleve kizárja, hogy őt a pszichogenetikus elméletek hívének tekintsük, hisz egy genetikailag tökéletesen meghatározott elme nem képes változtatni önmagán, márpedig az akkomodáció ezt jelentené. Az egyén örökli a biológiai és a szenzomotoros (érzékelő és mozgató) kiegyenlítő mechanizmusokat, de ettől függetlenül, viselkedését a környezet jelentős mértékben befolyásolni képes. Viszont – amiért az adaptációs elmélet több-kevesebb (inkább kevesebb) joggal modern értelemben is "genetikus"-nak nevezhető – Kanttól eredően bizonyos elmebeli "a priori" (az egyénnel született)  mechanizmusok létét mégis elfogadja, feltételezi, tehát elmélete a szociál-determinizmust is tagadja.
Immanuel Kant az emberi tudat működését (pld. "A tiszta ész kritikája") úgy képzelte el, hogy az emberi megismerés kettős rendszerben működik. Vannak a beérkező adat-ok, melyeket érzékelés, tapasztalás útján szerzünk, és nem öröklöttek (a posteriori-ak). A tudásnak azonban vannak olyan, az emberrel vele született (a priori) ismeretei, melyek az adatok feldolgozását segítik. Ha modern köntösben értelmezzük Kantot, az a priori kategóriák valójában a génekkel öröklött értelmező rendszerekként tekinthetőek.
Immanuel Kant ilyesfajta értelmezése már megjelent a bécsi kör filozófusainál is, de szintén így tesz például Konrad Lorenz osztrák biológus. Lorenz  „hivatalos” önéletrajza szerint az 1930-as évek vége körül írt egy tanulmányt Kant és a darwinizmus viszonyáról – ez szinte bizonyosan ugyanaz a "Kants Lehre vom apriorischen in Lichte gegenwärtiger Biologie" c., a Blätter für Deutsche Philosophie c. folyóiratban 1941-ben megjelent tanulmány, amire Noam Chomsky hivatkozik a  "Nyelvészeti hozzájárulások az elme tanulmányozásához" – "A jövő" c. írásában, mely magyarul megjelent az Osiris kiadó Mondattani szerkezetek – Nyelv és elme c. Chomsky-válogatásában. Eme írása szerint Chomsky egyben további példa a fent említett Kant-interpretációt elfogadókra. Az adatokat az értelmező rendszerek hatályuk alá vonják. Nincs közvetlen nyers érzetadat, ahhoz mindig kell egy meglévő séma. Ezt érti Piaget asszimiláción. Amit kapunk a világból, azt hozzáidomítjuk ahhoz, ami a fejünkben már van. Az akkomodáción viszont azt érti, hogy ami a fejünkben van, idomul ahhoz, amit a világból kaptunk. A kettő együtt alkotja az alkalmazkodás ciklikus biológiai folyamatát, az adaptáció folyamatát.
Piaget úgy gondolta, hogy egész elmélete egy kanti ciklicitást sugall az emberi megismerés fejlődéséről, legyen az a gyerek (vagy a tudomány fejlődése). A már említett akkomodáció, asszimiláció és adaptáció fogalmakkal próbálja visszaadni azt a ciklicitást, amit már Kant is hangsúlyozott.

### Az egyensúly-motivált ismeretbővítés elmélete
Piaget tagadta, hogy a gyermek elméje kiszolgáltatott, passzív bábja lenne akár génjeinek, akár a környezet ingereinek. Hite és tapasztalatai szerint a kognitív jellegű tudás megszerzésére belső  erők hajtják a gyermeket aktív információkeresésre. Ez a tana lett később a motivációs kutatások egyik elindítója. Piaget az információszerzés elsődleges motivációját az adaptációs folyamat egyensúlyra törekvésében jelölte meg: a kognitív fejlődésben késztetés jelentkezik a környezettel való interakcióra annak érdekében, hogy a kognitív funkciók állandó működésben legyenek, az új ismeretek asszimilációja egyensúlytalanságot szül, majd törekvés az egyensúlyra új struktúrát teremt. A kutatások ösztönzik az érdeklődést, felfedezést és induktív tanulást, melyben a saját aktivitás során történik a megértés.

### A strukturális sémák és reprezentációk elmélete
Piaget szerint, összhangban az aktív tudásszerzés tanával, a gyereket úgy kell tekinteni, mint egy minden iránt érdeklődő tudóst, aki kísérleteket hajt végre a körülötte lévő világon, hogy megnézze mi történik. Ezen miniatűr kísérletek eredményeinek a gyermek tudatában való leképeződéseit Piaget sémáknak nevezte. Ha a gyerek új dolgot észlel, megpróbálja már egy létező sémával megérteni, ez asszimiláció. Ha nincs megfelelő séma, a gyermek átalakítja a világról alkotott képét úgy, hogy lehetőleg egy már meglévő sémát módosít; e folyamat már akkomodáció. Az új ismeretek asszimilációja egyensúlytalanságot szül, majd törekvés az egyensúlyra új struktúrát teremt.
A sémák fő feladata a világ jelenségeinek 'reprezentációja. Piaget szerint egy tárgy, vagy általában, egy jel reprezentációs funkciójáról akkor beszélhetünk, mikor el tudunk szakadni az ingerfüggőségtől, vagyis a jel hatására akkor is fel tudjuk idézni a jelentést, ha a jelentést képező tárgy épp nem elérhető az érzékelés számára. Ez a folyamat tehát „több”, mint a puszta jelfelismerés, amikor a jeltest és a jelentés is rendelkezésre áll az érzékelés számára, és képesek vagyunk a két érzékelt tárgyat összekapcsolni. A reprezentáció fogalma azóta nagyívű pályát futott be a kognitív pszichológiában.
A bonyolultabb sémákat struktúrának nevezte (itt Piaget lényegében absztrakt algebrai (matematika)csoportokhoz hasonló struktúrák idegrendszeri reprezentációjának az élettapasztalatok által támogatott fokozatos kialakulásáról beszél. Piaget nemcsak orvos-pszichológus volt, de értett a logikához, a matematikához, sőt, valamennyire az absztrakt algebrához is – nem véletlen, hogy sokat foglalkozott a számfogalom és a mennyiségek analízise gyermekkori kialakulásával).    A struktúrák cselekvések kognitív reprezentációinak, a műveleteknek rendszerei. A felnőtt korra kialakult műveleti rendszer, Piaget szerint, négy nagy részre tagolódik: az első az állandónak tekintett egyedi elemekre vonatkozó műveleteké (a halmazműveletek), a második a tárgyakat megkonstruáló műveleteké (osztályozások, sorba rendezések, idő- és térbeli helyettesítések stb.), a harmadik az értékeket megkonstruáló műveleteké (számolás), a negyedik az ítéletlogika, tehát a matematikának és minden tudománynak az alapja. Gaul Géza:  A tudomány ellentmondásai – avagy mit is tudunk a világról?.

### A szakaszelmélet
Fejlődéslélektani elmélete szerint a gyermek kognitív fejlődésében világosan megkülönböztethetőek olyan szakaszok, melyek időbeli elhelyezkedése és tartama egyénenként változhat, de ettől eltekintve mindenkire jellemzőek, és egymáshoz viszonyított sorrendjük szigorúan meghatározott, mindenkire egyformán érvényes. E négy, alszakaszokra is osztható fő szakasz a következő:
- Szenzomotoros szakasz|Érzékszervi-mozgásos szakasz  (szenzomotoros periódus); cselekvéses helyzetmegoldás jellemzi;
- Műveletek előtti szakasz|Műveletek előtti szakasz: szemléletvezérlésű (intuitív) gondolkodás és még mindig nagyfokú egocentrizmus jellemzi;
- Konkrét műveleti szakasz|A konkrét műveleti szakasz: internalizált, reverzibilis cselekvésekkel   megjelenő gondolkodási műveletek jellemzik;
- Formális műveleti szakasz|A formális műveleti szakasz; a kombinatorikus gondolkodás, a hipotézis-alkotás és dedukció kialakulása.

#### Szenzomotoros szakasz
(0-2. év)
A gyermek saját testének mozgatásával kapcsolatos kísérleteket végez (meddig kell nyújtóznia, hogy le tudja verni az ágy szélére tett tányért, és mi történik, ha ez leesik). Kialakul saját teste és a környezet megkülönböztetésének képessége, és a tárgyállandóság tudatosulása (a tárgyak akkor is léteznek, ha nem érzékeljük őket).
Ez az alapja annak, amit Piaget néhol "reprezentációs funkció"-nak nevez (pld. A strukturális sémák és reprezentációk elmélete|fentebb). Másfél-kétéves kor között megjelennek az első szavak, a gyermek beszélni kezd. Nemcsak a konkrét, kézzelfogható tárgyak reprezentálhatnak, jelezhetnek egy másik tárgyat (faló az igazi lovat), de az olyan, nagymértékben elvont (mert a reprezentált tárgyra, a jel jelentésére nem hasonlító) dolgok is, mint a szavak hangalakja. Emlékeztetőül: a szerző a reprezentációk meglétének alapfeltételének az ingerfüggetlenséget tartotta.

#### Műveletek előtti szakasz
(2-7.- év)
Másfél-kétéves korára a gyermek beszélni kezd, tárgyak és szavak is szimbolizálhatnak egy másik tárgyat.
"Művelet"-nek egy olyan információátalakító mentális szabályt nevezünk, amely megfordítható. Például, ha egy magas, vékony pohárból alacsony, vastag pohárba öntjük a vizet, a felnőtt tudja, hogy a vízmennyiség nem változott (megmaradási elv), és ugyanez a vízmennyiség visszaönthető lenne, a gyermek azonban úgy hiszi, a víz mennyisége csökkent.
Piaget úgy vélte, ez azért van így, mert egy konzervációs folyamatban a gyermek képtelen – és ez a műveletek előtti szakasz alapvető jellegzetessége – egy tárgyat jellemző mennyiségek közül egyszerre többet figyelembe venni (egydimenziós gondolkodás). Ha például egy pénzkupacot egyenes sorba rakunk, a gyermek úgy véli, abban több korong van, mint a kupacban, mert csak a számára legjellemzőbb méretet, a hosszúságot veszi tekintetbe.
A fejlődés nemcsak a fizikai, de a társas világ megértésére is hatással van. A gyermeket e szakaszban erkölcsi realizmus jellemzi, úgy véli, az erkölcsi és játékszabályok állandó létezéssel bíró, abszolúte szent, módosíthatatlan igazságok, ha például megsértené a szüleit, elütné egy autó, vagy valami más büntetést okvetlenül kapna még akkor is, ha szülei nem büntetnék meg. Az erkölcsi törvények éppoly törvények, mint a fizikaiak.

#### Konkrét műveleti szakasz
(7-11. év)
Az absztrakt műveletek, szabályok felfogására képesek, de azokat csak konkrét tárgyakra képesek alkalmazni. Hipotéziseinek ellenőrzésében legfontosabb a szisztéma nélküli találgatás szerepe. Megérti, hogy egyes társas konvenciók önkényesen is megváltoztathatóak.

#### Formális műveleti szakasz
(11. évtől)
Elvont (inger- és reprezentációfüggetlen) kijelentések logikai elemzésére képes, hipotéziseit módszeresen ellenőrizni képes. Jövőre, lehetőségekre és ideológiai problémákra vonatkozó kérdésekkel is foglalkozik.

## Kritikák, az elmélet értékelései, besorolása
Piaget amerikai statisztikus kísérleti pszichológus kortársai a kis számú alanyon végzett, „gyermektanulmányi” módszerét (saját gyermekei megfigyelése) mint tudománytalant kritizálták (Piaget is kritizálta a statisztikus intelligenciateszteket). Az elmélet kidolgozásától kezdve mintegy 30 éven át, a nagymértékben szociáldeterminista behaviorizmus uralta angolszász nyelvterületen gyakorlatilag nemlétezőnek számított, 1932 és 1950 között a szerző semmilyen művét sem fordították angolra, a hatvanas években azonban tanait újrafelfedezték. Ekkoriban keveredett vitába viszont a pszichogenetikus deterministák egy szárnyával (Piaget-Chomsky-vita), az emberi nyelv veleszületettségét hirdető  Noam Chomsky és Jerry Fodor követőivel.
Piaget tanaival sokan nem értenek egyet. Számos kísérletet végeztek annak bizonyítására, hogy az általa formálisnak nevezett problémákat a 12 év körüli életkornál korábbi életkorban is meg lehet ismerni. Mindennek ellenére az ő felosztását tekintik a fejlődésről való gondolkodás alapjának. Jerome Bruner (aki a huszadik század második felének egyik meghatározó neve az oktatástan és oktatáselmélet területén) így foglalta össze, ahogyan sok más szakember is értékeli Piagetet: „Nem kétséges, hogy ma Jean Piaget a legnagyobb hatású személyiség a megismerő tevékenység fejlődésének kutatásában. Mi és az utánunk következő nemzedék hálával tartozunk úttörő munkásságának. Piagetet azonban gyakran helytelenül értelmezik azok, akik pszichológust látnak benne. ... Igazi elhivatottsága szerint episztemológus. Őt legmélyebben az ismeret természete önmagában érdekli, az ismereté úgy, amint a gyermek fejlődése különböző szakaszaiban megjelenik. Lényegesen kevésbé érdeklik azok a folyamatok, amelyek e fejlődést lehetővé teszik, és ezeket olyan elmélettel intézi el, amelybe sok minden belefér, abba az elméletbe, amely szerint a fejlődés az egyensúlyállapotoknak és egyensúlyhiánynak, vagyis a környezethez való akkomodációnak, valamint a környezet egy belső sémához való asszimilációinak a ciklusaiból áll. A fejlődés magyarázatához nem is ezzel a kissé kényelmes elméletével járult hozzá, sokkal inkább azzal a ragyogó formál-logikai leírásával, amellyel az ismeretet jellemzi úgy, ahogyan az a gyermeki fejlődés egyes szakaszaiban megmutatkozik. ... Piaget formális leírásaiban bizonyára vannak hibák, amelyeket a logika és a matematika egyes művelői támadtak. De ennek a mi szempontunkból nincs jelentősége. Viszont roppant nagy jelentőségű Piaget leíró munkájának használhatósága és átfogó ereje.”
A Piagettel kapcsolatos kritikákat Howard Gardner így foglalja össze:
- Piaget értelemfelfogása túlságosan a nyelvi képességekhez kötött (verbalizmus). Úgy tűnik, eredményei kevésbé érvényesek a nem-nyugati kultúrákban, de nyugaton sem mindenkire egyformán alkalmazhatóak. Piaget mintegy kis tudósnak tekinti a gyereket: "egy művész, egy jogász, egy sportoló, egy politikai vezető" jellegzetes kompetenciái nála számításon kívül maradhatnak.
- Sokak szerint az értelmi fejlődés sokkal folyamatosabb és fokozatosabb, mint ahogy azt Piaget sajátos ugrásokra épülő rendszere felvázolja. Modern kísérleti eredmények alapján úgy tűnik, Piaget sokszor alábecsülte vizsgálati alanyainak képességeit, például a tárgyállandóság felfogására vagy utánzásra sokkal koraibb életkorban is képesek a kisgyermekek, mint feltételezte.
- Piaget feltételezte, hogy az értelmi fejlődés független a konkrét anyagtól, amelyen a műveleteket végezzük. Ma a pszichológusok többsége másként gondolja: az egyik területen állhatunk jóval alacsonyabb vagy magasabb szinten, mint egy másikon.

A genetikus ismeretelméletet, annak struktúrákra és reprezentációkra vonatkozó tanai miatt, Pléh Csaba a kognitív tudományok úttörő elméletének tekinti, szokás Piagetet a pedagógiai konstruktivizmus előfutárának is tekinteni.

## Külső hivatkozások
Piaget tanuláselmélete